# Боснийско-герцеговинское восстание (1882)
Боснийско-герцеговинское восстание 1882 года (серб. Херцеговачки устанак) — восстание в Боснии и Герцеговине против австрийского правления.
Основной причиной восстания 1882 года была неразрешённость аграрного вопроса.
Непосредственным поводом к восстанию послужило введение в ноябре 1881 года в Боснии и Герцеговине воинской повинности. Подавляющую массу восставших составляли крестьяне.
В ночь на 11 января 1882 года группа вооруженных крестьян напала на жандармскую казарму в Улоге. Вскоре восстание охватило Северо-Восточную Герцеговину и Юго-Восточную Боснию. Центр восстания 1882 года находился в Улоге, где был создан орган власти восставших — меджлис. В январе — феврале повстанцы во главе с Стояном Ковачевичем и Салко Фортой предприняли попытки наступления на Фочу и Трново (южнее и юго-восточного Сараево). Однако, их отряды, плохо вооруженные и действующие разрозненно, не смогли добиться успеха в борьбе с превосходящими силами противника. В апреле 1882 года австро-венгерские войска под командованием фельдмаршала Иовановича подавили восстание.